# Dewon późny
| system                            | oddział          | piętro  | wiek (mln lat) |
| --------------------------------- | ---------------- | ------- | -------------- |
| karbon                            | wczesny missisip | turnej  | młodsze        |
| dewon                             | górny            | famen   | 372,2–358,9    |
| dewon                             | górny            | fran    | 382,7–372,2    |
| dewon                             | środkowy         | żywet   | 387,7–382,7    |
| dewon                             | środkowy         | eifel   | 393,3–387,7    |
| dewon                             | dolny            | ems     | 407,6–393,3    |
| dewon                             | dolny            | prag    | 410,8–407,6    |
| dewon                             | dolny            | lochkow | 419,2–410,8    |
| sylur                             | przydol          | przydol | starsze        |
| Podział według ICS, wrzesień 2023 |                  |         |                |

Dewon późny – trzecia epoka dewonu, trwająca około 26 milionów lat (od 385,3 ± 2,6 do 359,2 ± 2,5 mln lat temu). Dzieli się na dwa wieki: fran i famen.
Chronostratygraficznym odpowiednikiem epoki późnego dewonu jest oddział dewon górny. Górny dewon dzieli się na dwa piętra: fran i famen.